# Larisza Szemjonovna Latinyina
Larisza Szemjonovna Latinyina (oroszul: Лариса Семёновна Латынина, ukránul: Лариса Семенівна Латиніна, Larisza Szemenyivna Latinyina; Herszon, 1934. december 27. –) szovjet tornásznő, az egyetlen olyan női versenyző, aki kilenc olimpiai aranyérmet nyert. Összesen 18 olimpiai érmet szerzett (kilenc arany, öt ezüst és négy bronz), ami a 2012-es londoni olimpiáig rekordnak számított, ekkor Michael Phelps előzte meg Latinyinát.

## Sportpályafutása
Larisza Gyirij néven született Herszonban, az Ukrán SZSZK területén. Az 1954-es római világbajnokságon vett részt először világversenyen, ahol a szovjet csapat tagjaként aranyérmet nyert. Az 1956-os melbourne-i olimpián győzött az egyéni összetett versenyben valamint lóugrásban és a talajtornában (utóbbiban holtversenyben Keleti Ágnessel). Emellett ezüstérmet nyert felemás korláton, a szovjet csapat tagjaként pedig egy arany- és egy bronzérmet szerzett.
Az 1958-as világbajnokságon öt arany- és egy ezüstérmet szerzett. Az 1960-as római olimpián ismét megnyerte az egyéni összetett versenyt és a talajtornát. Gerendán és felemás korláton ezüstérmet szerzett, lóugrásban pedig bronzot. A szovjet csapat tagjaként újabb aranyérmet nyert.
Az 1962-es világbajnokságon három aranyérmet nyert. Az 1964-es tokiói olimpián az egyéni összetett versenyben második lett Věra Čáslavská mögött, de két újabb aranyérmet nyert talajtornában illetve a csapatversenyben. Emellett ezüstérmet szerzett lóugrásban és gerendán, felemás korláton pedig bronzot. Olimpiai érmeinek száma ezzel 18-ra növekedett. Az 1956-os olimpia kivételével Latinyina érmet szerzett minden versenyszámban, amiben indult.
Az 1966-os világbajnokságon egy aranyérmet nyert a szovjet csapat tagjaként. Ezután visszavonult a versenyzéstől.

## Visszavonulása után
1977-ig a szovjet válogatott csapat edzője volt. Részt vett az 1980-as moszkvai olimpia szervezésében. Ma orosz állampolgár, és Moszkvától nem messze Szemjonovszkoje faluban él.